# Aleksander III (król Szkocji)
Aleksander III, (ur. 4 września 1241, zm. 19 marca 1286), król Szkocji 1249–1286. Był synem króla Aleksandra II i jego drugiej żony Marii de Coucy.

## Życiorys
W okresie jego rządów w Szkocji powstało wiele pięknych budowli, zasłynął też dobrą administracją i sądownictwem, mocną monetą. Prowadził zwycięską wojnę z królem norweskim Haakonem IV i przyłączył Hebrydy z powrotem do Szkocji, kończąc w ten sposób dzieło swego poprzednika. Aleksander był dwukrotnie żonaty. W 1251 z Małgorzatą Plantagenet, córką angielskiego króla Henryka III i Eleonory Prowansalskiej. Ich dwóch synów, Aleksander i Dawid, zmarło w młodych latach, córka, Małgorzata, została wydana za króla Norwegii, Eryka II.
W 1285, dopiero po dziesięciu latach od śmierci Małgorzaty, ożenił się z Jolantą, córką Roberta IV, hrabiego Dreux i Braine. Kilka miesięcy później Aleksander zginął w tragicznym wypadku. Spadł z koniem ze skały i zabił się na miejscu w 1286 roku, nie pozostawiając potomka. Wprawdzie wdowa twierdziła, że jest w ciąży, ale po kilku miesiącach oczekiwania okazało się to nieprawdą. Na Aleksandrze III zakończył się ród Kennethów.
Zostawił Szkocję w dobrej kondycji, lecz jego bezpotomna śmierć była preludium do późniejszej aneksji Szkocji przez Anglię. Po śmierci Aleksandra III, Edward I, król Anglii z dynastii Plantagenetów, rozpoczął zabiegi polityczne i administracyjne, które miały na celu połączenie węzłem ślubnym jego syna (późniejszego Edwarda II) z wnuczką Aleksandra - Małgorzatą, namaszczoną na królową Szkocji w 1286 roku. Wobec śmierci Małgorzaty w 1290 r. prowadził pertraktacje, które w końcu doprowadziły do wyniesienia na tron Szkocji jednego z piętnastu pretendentów, Johna Balliola, podporządkowanego mu i skłonnego do oddania Szkocji pod zwierzchnictwo Anglii.